# Кубок володарів кубків 1985—1986
Кубок володарів кубків 1985–1986 — 26-ий розіграш Кубка володарів кубків УЄФА, європейського клубного турніру для переможців національних кубків.
Беззаперечну перемогу в турнірі святкувало київське «Динамо». Про це свідчить хоча б той факт, що 6 із 9 матчів турніру динамівці виграли з різницею м'ячів +3 і більше. У складі київської команди виступали двоє володарів «Золотого м'яча» — Олег Блохін та Ігор Бєланов, а тренував переможців неперевершений Валерій Лобановський.
У фіналі динамівці розгромили іспанський клуб «Атлетіко» з Мадрида з рахунком 3:0.

## Учасники
| №п/п | Клуб                        | Турнір                                     |
| ---- | --------------------------- | ------------------------------------------ |
| 1    | «Сампдорія»                 | Володар Кубка Італії 1984—1985             |
| 2    | «Юрдінген 05»               | Володар Кубка ФРН 1984—1985                |
| 3    | «Динамо» (Київ)             | Володар Кубка СРСР 1984—1985               |
| 4    | «Серкль»                    | Володар Кубка Бельгії 1984—1985            |
| 5    | «Атлетіко»                  | Володар Кубка Іспанії 1984—1985            |
| 6    | «Селтік»                    | Володар Кубка Шотландії 1984—1985          |
| 7    | «Црвена Звезда»             | Володар Кубка Югославії 1984—1985          |
| 8    | «Бенфіка»                   | Володар Кубка Португалії 1984—1985         |
| 9    | «Рапід»                     | Володар Кубка Австрії 1984—1985            |
| 10   | «КС Університатя» (Крайова) | Фіналіст Кубка Румунії 1984—1985           |
| 11   | АІК                         | Володар Кубка Швеції 1984—1985             |
| 12   | «Дукла»                     | Володар Кубка Чехословаччини 1984—1985     |
| 13   | «Динамо» (Дрезден)          | Володар Кубка НДР 1984—1985                |
| 14   | «Монако»                    | Володар Кубка Франції 1984—1985            |
| 15   | «Аарау»                     | Володар Кубка Швейцарії 1984—1985          |
| 16   | «Лариса»                    | Володар Кубка Греції 1984—1985             |
| 17   | «Татабанья»                 | Фіналіст Кубка Угорщини 1984—1985          |
| 18   | «Утрехт»                    | Володар Кубка Нідерландів 1984—1985        |
| 19   | «Відзев»                    | Володар Кубка Польщі 1984—1985             |
| 20   | «Бангор Сіті»               | Фіналіст Кубка Уельсу 1984—1985            |
| 21   | ГІК                         | Володар Кубка Фінляндії 1984               |
| 22   | «Лонгбю»                    | Володар Кубка Данії 1984—1985              |
| 23   | «Фламуртарі»                | Володар Кубка Албанії 1984—1985            |
| 24   | «Галатасарай»               | Володар Кубка Туреччини 1984—1985          |
| 25   | АЕЛ                         | Володар Кубка Кіпру 1984—1985              |
| 26   | «Фредрікстад»               | Володар Кубка Норвегії 1984                |
| 27   | «Голвей Юнайтед»            | Фіналіст Кубка Ірландії 1984—1985          |
| 28   | «Гленторан»                 | Володар Кубка Північної Ірландії 1984—1985 |
| 29   | «Фрам»                      | Фіналіст Кубка Ісландії 1984               |
| 30   | «Зуррік»                    | Володар Кубка Мальти 1984—1985             |
| 31   | «Ред Бойз Діфферданж»       | Володар Кубка Люксембургу 1984—1985        |

## Перший раунд
| Команда 1               | Заг.    | Команда 2              | 1-й матч | 2-й матч |
| ----------------------- | ------- | ---------------------- | -------- | -------- |
| Рапід (Відень)          | 6:1     | Татабанья              | 5:0      | 1:1      |
| Фрам                    | 3:2     | Гленторан              | 3:1      | 0:1      |
| Монако                  | 2:3     | Університатя (Крайова) | 2:0      | 0:3      |
| Утрехт                  | 3:5     | Динамо (Київ)          | 2:1      | 1:4      |
| АЕЛ (Лімасол)           | 2:6     | Дукла (Прага)          | 2:2      | 0:4      |
| АІК (Стокгольм)         | 13:0    | Ред Бойз (Діфферданж)  | 8:0      | 5:0      |
| Лариса                  | 1:2     | Сампдорія              | 1:1      | 0:1      |
| Люнгбю                  | 4:2     | Голвей Юнайтед         | 1:0      | 3:2      |
| Црвена Звезда (Белград) | 4:2     | Арау                   | 2:0      | 2:2      |
| Фредрікстад             | 1:1 (ч) | Бангор Сіті            | 1:1      | 0:0      |
| Атлетіко (Мадрид)       | 3:2     | Селтік                 | 1:1      | 2:1      |
| ГІК                     | 5:3     | Фламуртарі             | 3:2      | 2:1      |
| Серкль (Брюгге)         | 4:4 (ч) | Динамо (Дрезден)       | 3:2      | 1:2      |
| Зуррік                  | 0:12    | Баєр (Юрдінген)        | 0:3      | 0:9      |
| Галатасарай             | 2:2 (ч) | Відзев (Лодзь)         | 1:0      | 1:2      |

Бенфіка  пройшла в наступний етап без гри.

## Другий раунд
| Команда 1              | Заг. | Команда 2               | 1-й матч | 2-й матч |
| ---------------------- | ---- | ----------------------- | -------- | -------- |
| Рапід (Відень)         | 4:2  | Фрам                    | 3:0      | 1:2      |
| Університатя (Крайова) | 2:5  | Динамо (Київ)           | 2:2      | 0:3      |
| Дукла (Прага)          | 3:2  | АІК (Стокгольм)         | 1:0      | 2:2      |
| Бенфіка                | 2:1  | Сампдорія               | 2:0      | 0:1      |
| Люнгбю                 | 3:5  | Црвена Звезда (Белград) | 2:2      | 1:3      |
| Бангор Сіті            | 0:3  | Атлетіко (Мадрид)       | 0:2      | 0:1      |
| ГІК                    | 3:7  | Динамо (Дрезден)        | 1:0      | 2:7      |
| Баєр (Юрдінген)        | 3:1  | Галатасарай             | 2:0      | 1:1      |

## Чвертьфінали
| Команда 1               | Заг.    | Команда 2         | 1-й матч | 2-й матч |
| ----------------------- | ------- | ----------------- | -------- | -------- |
| Рапід (Відень)          | 2:9     | Динамо (Київ)     | 1:4      | 1:5      |
| Дукла (Прага)           | 2:2 (ч) | Бенфіка           | 1:0      | 1:2      |
| Црвена Звезда (Белград) | 1:3     | Атлетіко (Мадрид) | 0:2      | 1:1      |
| Динамо (Дрезден)        | 5:7     | Баєр (Юрдінген)   | 2:0      | 3:7      |

## Півфінали
| Команда 1         | Заг. | Команда 2       | 1-й матч | 2-й матч |
| ----------------- | ---- | --------------- | -------- | -------- |
| Динамо (Київ)     | 4:1  | Дукла (Прага)   | 3:0      | 1:1      |
| Атлетіко (Мадрид) | 4:2  | Баєр (Юрдінген) | 1:0      | 3:2      |

## Фінал
| 2 травня 1986 |

| Динамо (Київ)                       | 3:0      | Атлетіко (Мадрид) |
| ----------------------------------- | -------- | ----------------- |
| Заваров 4' Блохін 85' Євтушенко 87' | Протокол |                   |

| Жерлан, Ліон Глядачів: 39 300 Арбітр: Франц Верер |

| Володар Кубка володарів кубків 1985—1986 |
| ---------------------------------------- |
| СРСР                                     |
| «Динамо» Київ 2-й титул                  |